# Leges tabellariae
Le leges tabellariae furono un complesso di leggi della Repubblica romana, promulgate da diversi tribuni della plebe dal 139 a.C. al 107 a.C.: tutte queste leggi stabilivano l'utilizzo di tabellae da inserire in apposite urne custodite da speciali addetti come strumento per esprimere il voto in diversi ambiti. Lo spoglio veniva eseguito da scrutinatori che riferivano il voto al presidente della votazione e gli esiti venivano comunicati da un magistrato.

## Leggi

### Lex Gabinia tabellaria
La lex Gabinia, promulgata nel 139 a.C. dal tribuno della plebe Aulo Gabinio, fu la prima disposizione legislativa mirata all'introduzione di tabellae nell'ambito delle votazioni: di tale strumento venivano dotati i Comitia elettorali, per garantire, almeno teoricamente, la segretezza del voto quando venivano scelti i magistrati della repubblica.

### Lex Cassia tabellaria
Probabilmente in seguito all'inaspettata e improbabile assoluzione di Lucio Aurelio Cotta, venne ritenuto necessario dal tribuno Lucio Cassio Longino Ravilla nel 137 a.C. promulgare un'altra legge per introdurre la segretezza del voto nell'ambito di tutti i processi giudiziari, eccezion fatta per il reato di Perduellio. La segretezza fu introdotta per evitare che i corruttori verificassero come votassero i giudici pagati.

### Lex Papiria tabellaria
Promulgata nel 131 a.C. dal tribuno Gaio Papirio Carbone, introdusse l'utilizzo delle tabellae nell'ambito delle votazioni legislative nei comizi.

### Lex Maria de suffragiis ferendis
Plebiscito approvato da Gaio Mario in qualità di tribuno della plebe nel 119 a.C.: non era una legge che introduceva le tabellae in uno scrutinio, ma stabiliva che i pontes attraverso i quali i votanti passavano fossero più stretti, per garantire una migliore segretezza di voto e ridurre le probabilità di broglio. Landucci suggerisce che in questa legge sia stata istituita la quaestio de ambitu.

### Lex Coelia tabellaria
Approvata nel 107 a.C. dal tribuno Gaio Celio Caldo, estendeva l'utilizzo delle tabellae anche nei processi per Perduellio, esclusi dalla Lex Cassia. Fu molto probabilmente introdotta perché il legato Gaio Popilio Lenate si era arreso ai Tigurini, consegnando loro ostaggi e rifornimenti per salvare il resto della legione di cui era a capo: fu allora condannato per perduellio.